# Comuna Stepanți, Kaniv
Stepanți (în ucraineană Степанці) este o comună în raionul Kaniv, regiunea Cerkasî, Ucraina, formată din satele Pîleava și Stepanți (reședința).

## Demografie
Componența lingvistică a comunei Stepanți
     Ucraineană (96,96%)
     Rusă (2,92%)
     Alte limbi (0,08%)
Conform recensământului din 2001, majoritatea populației comunei Stepanți era vorbitoare de ucraineană (96,96%), existând în minoritate și vorbitori de rusă (2,92%).